# Fred Personne

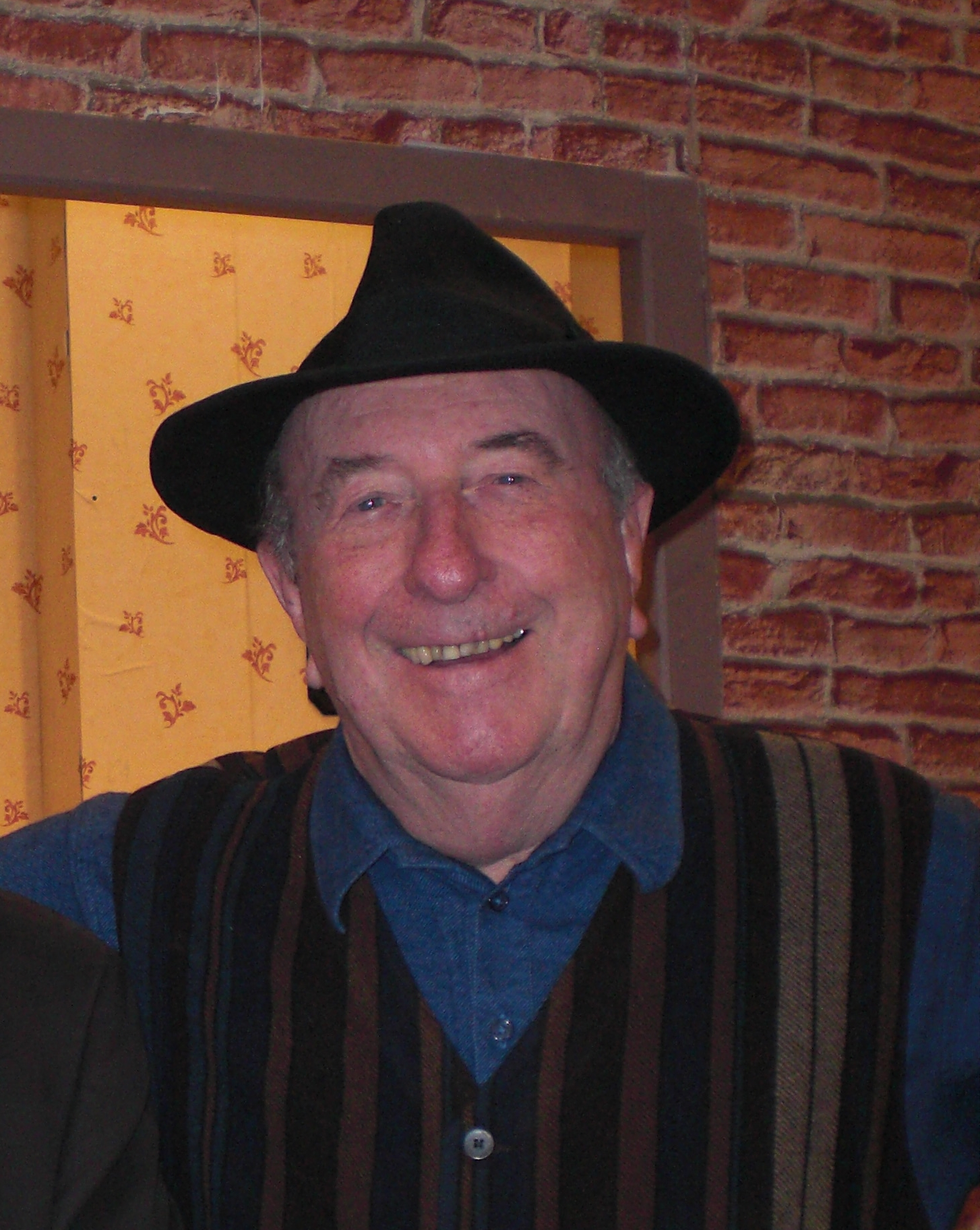
Fred Personne

Fred Personne (* 20. August 1932 in Auchel, Département Pas-de-Calais als Alfred Célestin Personne; † 17. November 2014 in Marmande, Département Lot-et-Garonne) war ein französischer Schauspieler, der zwischen den Jahren 1965 und 2013 in über 150 Film-, Fernseh- und Kurzfilmproduktionen spielte, darunter in Kleine Fluchten, Vergiß Venedig, Rette sich, wer kann (das Leben), Mein Fall oder Willkommen bei den Sch’tis.

## Leben und Karriere
Fred Personne wurde 1932 in der nordfranzösischen Kleinstadt Auchel als Sohn eines Lebensmittelhändlers im Département Pas-de-Calais geboren. Personne studierte zuerst Literatur in Béthune und Lille und arbeitete danach als Lehrer, bevor er den Schauspieler, Theaterregisseur und Theaterintendanten Jean Vilar kennenlernte, der ihn 1958 auf die Bühne des Nationaltheaters von Flandern holte. Diese Zeit war für Personne prägend und so wechselte er vom Lehr- zum Schauspielberuf. Seit Ende der 1950er Jahre hat Fred Personne in über 100 Theaterstücken mitgespielt.
Seine Fernsehlaufbahn begann Fred Personne Mitte der 1960er Jahre mit kleineren Rollen in Fernsehfilmen und Episoden von Fernsehserien. 1968 gab er dann sein Kinodebüt als Schauspieler in Philippe Fourastiés Kriminaldrama La bande à Bonnot mit Jacques Brel, Bruno Cremer und Annie Girardot in den Hauptrollen. Es folgten in den nachfolgenden Jahrzehnten zahlreiche markante Nebenrollen in Filmen wie in Marcel Moussys Komödie Drei Mann auf einem Pferd (1969), in Joseph Loseys Kriminalfilm Monsieur Klein (1976), in Claude Zidis Komödie Ein irrer Typ (1977), in Yves Yersins preisgekröntem Filmdrama Kleine Fluchten (1979), wo er die Rolle des John verkörperte, in Jean-Luc Godards Drama Rette sich, wer kann (das Leben) (1980), in Manoel de Oliveiras Kinoproduktion Mein Fall (1986), in Nadine Trintignants romantischem Drama Das Jadehaus (1988) oder in Dany Boons erfolgreicher Komödie Willkommen bei den Sch’tis (2008) den Monsieur Vasseur.
In dem französischen Kurzfilm Le tableau von Regisseur Laurent Achard im Jahr 2013 hatte er seinen letzten Auftritt. Fred Personne verstarb am 17. November 2014 im Alter von 82 Jahren in Marmande, im Département Lot-et-Garonne.

## Filmografie (Auswahl)

### Kino
- 1969: Drei Mann auf einem Pferd (Trois hommes sur un cheval)
- 1974: Der große Blonde mit dem blauen Auge (Juliette et Juliette)
- 1976: Love Story einer Nonne (Les mal partis)
- 1976: Monsieur Klein (Mr. Klein)
- 1976: Beiß nicht, man liebt dich (Mords pas, on t’aime!)
- 1977: Ein irrer Typ (L’animal)
- 1979: Kleine Fluchten (Les petites fugues)
- 1979: Vergiß Venedig (Dimenticare Venezia)
- 1979: Wer die Zügel hält (Le mors aux dents)
- 1980: Die Polizistin (La femme flic)
- 1980: Rette sich, wer kann (das Leben) (Sauve qui peut (la vie))
- 1980: Auch Mörder haben schöne Träume (Pile ou Face)
- 1981: Heirate mich nicht, Chérie (L’année prochaine … si tout va bien)
- 1982: Flirt mit dem Tod (L’indiscrétion)
- 1983: Der Fluch des rosaroten Panthers (Curse of the Pink Panther)
- 1986: Mein Fall (Mon cas)
- 1988: Das Jadehaus (La maison de jade)
- 1992: Kleine Fische, große Fische (Riens du tout)
- 1993: Germinal
- 2008: Willkommen bei den Sch’tis (Bienvenue chez les Ch’tis)

### Fernsehen
- 1970: Die Lilie im Tal (Le lys dans la vallée)
- 1970–1984: Die Fälle des Monsieur Cabrol (Les cinq dernières minutes, Fernsehserie, 4 Episoden)
- 1971: Die Abenteuer des Monsieur Vidocq (Les nouvelles aventures de Vidocq, Fernsehserie, 1 Episode)
- 1978: Mit Rose und Revolver (Les brigades du Tigre, Fernsehserie, 1 Episode)
- 1979: Der Graf von Monte Christo (Le Comte de Monte-Cristo, Fernsehmehrteiler)
- 1980: Julien Fontanes, Untersuchungsrichter (Julien Fontanes, magistrat, Fernsehserie, 1 Episode)
- 1980: Kommissar Moulin (Commissaire Moulin, Fernsehserie, 1 Episode)
- 1980: Das Begräbnis des Monsieur Bouvet (L’enterrement de Monsieur Bouvet)
- 1981: Unter der Trikolore (Blanc, bleu, rouge, Fernsehserie, 1 Episode)
- 1981: Fett schwimmt oben (Au bon beurre, Fernsehserie, 2 Episoden)
- 1983: Der Mann von Suez (L’homme de Suez, Fernsehminiserie)
- 1993: Lehrer auf Abruf (L’instit, Fernsehserie, 1 Episode)
- 1997: Der verschwundene Sohn (L’enfant perdu)